# Acrobotrys (Plantae)
Acrobotrys, monotipski biljni rod iz porodice broćevki. Jedina vrsta u njemu je A. discolor, grm koji raste samo u Kolumbiji